# Ohlman
Ohlman – wieś w Stanach Zjednoczonych, w stanie Illinois, w hrabstwie Montgomery.